# Ganswindt (cratera)
Ganswindt é uma cratera de impacto lunar que fica perto do pólo sul do outro lado da lua . Está ligado ao exterior do sudoeste da enorme planície murada de Schrödinger . Ganswindt cobre parcialmente a cratera menor Idel'son ao sul.
A borda do Gandswindt é aproximadamente circular, mas um pouco irregular, particularmente na borda sul.  Grande parte do piso interior é coberta por cordilheiras irregulares e há uma pequena cratera na parte sudeste.  Porque a luz do sol entra no interior em um ângulo baixo, a parte norte do chão é quase sempre coberta de sombra, escondendo o terreno nessa seção da cratera.
A cratera foi nomeada em homenagem a Hermann Ganswindt (1856-1934), o pioneiro da aviação que propôs pela primeira vez veículos de reação para viagens espaciais em 1881.  Ele também propôs o tempo como uma quarta dimensão.